# Vincenzo Menchi
Vincenzo Menchi (Firenze, 12 marzo 1789 – Castel San Niccolò, 22 maggio 1847) è stato un vescovo cattolico italiano, 7º vescovo della diocesi di Pescia.

## Biografia
Figlio di un notaio di Porta Aretina, entrò in seminario a undici anni. Si dimostrò subito molto bravo nelle discipline umanistiche, in particolare nella lingua e letteratura greca. Ordinato sacerdote nel 1813, fu parroco a Vicchio e Montespertoli, per poi approdare a Firenze come arciprete della cattedrale di Santa Maria del Fiore.
Il 23 dicembre 1839, fu nominato vescovo di Pescia da papa Gregorio XVI. Fu consacrato il successivo 29 dicembre dal cardinale Giovanni Francesco Falzacappa, prefetto della Segnatura apostolica, co-consacranti Antonio Luigi Piatti, patriarca titolare di Antiochia, e Luigi Maria Cardelli, arcivescovo titolare di Acrida.
Giunto in diocesi l'anno seguente, s'interessò molto al seminario vescovile, presso cui insegnò personalmente il greco. Nel 1843 riconsacrò l'oratorio di Sant'Antonio da Padova a Uzzano, ricomprato dall'arciprete Giuseppe Buongiovanni dopo che era stato acquistato da privati con le soppressioni leopoldine. Il 5 aprile dello stesso anno grazie anche all'intervento del vescovo tornò alla Chiesa anche il Convento dei Padri Cappuccini del Torricchio, che era stato venduto a privati con le soppressioni napoleoniche.
Il 30 gennaio 1843 fu trasferito alla guida della diocesi di Fiesole. Anche qui, si dimostrò un vescovo molto attento alle necessità delle parrocchie, che girava a cavallo, potendo raggiungere anche le più isolate. Fu un grande appassionato di ippica, sia a Pescia, in località Chimenti di Altopascio, che a Fiesole, presso Villa Demidoff, aveva aperto due maneggi. Proprio mentre andava a cavallo sul Passo della Consuma, in occasione di una visita pastorale, cadde rovinosamente a terra e morì sul colpo. Era il 1847. La sua salma riposa nella cattedrale di Fiesole.

## Genealogia episcopale
La genealogia episcopale è:
- Cardinale Scipione Rebiba
- Cardinale Giulio Antonio Santori
- Cardinale Girolamo Bernerio, O.P.
- Arcivescovo Galeazzo Sanvitale
- Cardinale Ludovico Ludovisi
- Cardinale Luigi Caetani
- Cardinale Ulderico Carpegna
- Cardinale Paluzzo Paluzzi Altieri degli Albertoni
- Papa Benedetto XIII
- Papa Benedetto XIV
- Papa Clemente XIII
- Cardinale Bernardino Giraud
- Cardinale Alessandro Mattei
- Cardinale Giovanni Francesco Falzacappa
- Vescovo Vincenzo Menchi